# Rosomak S.A.

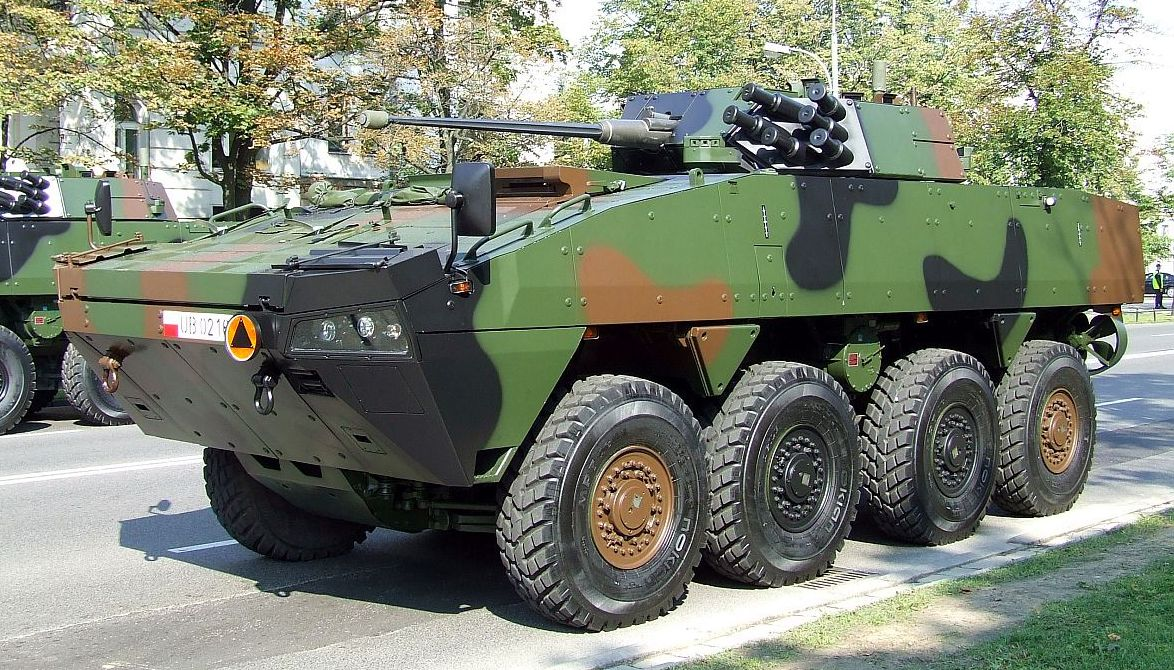
Колісний бронетранспортер Rosomak

Rosomak SA (раніше Wojskowe Zakłady Mechaniczne WZM) — польське підприємство в Семяновиці-Шльонські, яке займається виробництвом бронетранспортерів. Спочатку танкоремонтними роботами, колишня військова частина No 5045.
Історія підприємства бере свій початок з 1952 року, коли завод відремонтував автомобілі та танки Т-34. Однак у 1960-х роках танки Т-55 і Т-55А були модернізовані та модернізовані на рубежі 1980-1990-х років до версії Т-55АМ. У 1982-1989 роках Військово-механічний завод виконував контракт на будівництво танкоремонтної бази Т-55 в Пуне, Індія. Також компанія займалася ремонтом таких транспортних засобів як: мости Т-72, WZT-1, WZT-2 та BLG на базі танкового шасі. Крім ремонту та модернізації танків і транспортних засобів, підприємство займалося ремонтом двигунів внутрішнього згоряння потужністю від 100 до 1000 к.с. У 1990 році були введені певні обмеження і завод займався лише: польовим випробувальним стендом танкових вузлів Т-72, виробом UPM 765 (SKZ-BWP), польовим випробувальним стендом для гусеничних двигунів (SKS-G), технічне обслуговування та змащення, обладнання, компресорні установки та електрогенератори. У 1996 р. розпочато роботи з модернізації броньованих розвідувальних машин: БРДМ-2, БРДМ-2 М96/М97 (БРДМ-2М96, БРДМ-2М96і, БРДМ-2Б, БРДМ-2БФ, БРДМ-2А) і «Сакал», модернізація понад 100 транспортних засобів. У 2001 році Міністерство національної оборони оголосило тендер на поставку колісних бронетранспортерів для Сухопутних військ Польщі на 2004-2013 роки. Конфігурація, запропонована WZM, виявилася найкращою з поданих і перемогла. Найважливішим моментом усього тендеру стало підписання контракту на поставку 690 бронетранспортерів «Росомах» між WZM SA та Департаментом постачання Збройних Сил Міноборони.
1 травня 2005 року заводи були комерціалізовані, перетворившись із державного підприємства в акціонерне товариство.
Завод займається виробництвом «Росомака 2».
WZM SA у Семяновиці-Шльонські увійшла до складу Polska Grupa Zbrojeniowa SA.
У березні 2014 року WZM SA змінила компанію на Rosomak SA.